# Volo Aeroflot 3630
Il volo Aeroflot 3630 era un volo di linea operato da Aeroflot, partito dall'aeroporto di Mineral'nye Vody e diretto all'aeroporto di Vilnius con scalo all'aeroporto di Rostov sul Don. Il 2 settembre 1970 il Tu-124 che operava questo volo si schiantò dopo aver perso il controllo all'altitudine di crociera, 42 minuti dopo il decollo dall'aeroporto di Rostov sul Don. Tutti i 32 passeggeri e i cinque membri dell'equipaggio rimasero uccisi.
L'Air Accident Investigation Commission non fu in grado di scoprire le cause dell'incidente.

## L'incidente
Dopo un breve scalo, il volo 3630 partì da Rostov sul Don alle 14:55 ora di Mosca, e alle 15:14 i piloti riferirono al controllo del traffico aereo (ATC) di essere passati sopra Donetsk, a 8.400 metri di quota. Poco tempo dopo l'ATC chiese al velivolo di salire a quota 9.000 metri, per evitare il traffico aereo, e alle 15:16 il Tupolev comunicò di aver raggiunto l'altitudine richiesta. Alle 15:31 l'equipaggio contattò nuovamente l'ATC annunciando, con tono calmo, che la loro velocità al suolo era di 852 km/h e che si aspettavano di passare sopra Kremenchug alle 15:41. Poi alle 15:37 i controllori ricevettero un breve messaggio dal volo 3630, composto da "Quaranta Cinque - Zero - Dodici", con la parola dodici pronunciata con un'inflessione frenetica. Questo fu l'ultimo messaggio da parte dell'equipaggio. Successivamente l'aereo entrò in una ripida discesa, rollando a sinistra e colpendo il suolo con un angolo di circa 70 gradi e alla velocità di 950 km/h.

## L'aereo
La costruzione del Tu-124 coinvolto, numero di serie 1350402 04-02, venne completata presso lo stabilimento di produzione 135 a Charkiv, Ucraina, il 30 settembre 1961, venendo trasferito alla flotta aerea civile. Al momento dell'incidente aveva all'attivo un totale di 7.504 ore di volo e 6.996 cicli di decollo/atterraggio.

## L'indagine
L'impatto dell'aereo formò un profondo cratere a forma di cono, distruggendo gran parte della fusoliera. Il registratore dei dati di volo risultò troppo danneggiato per ricavarne qualsiasi dato, ma la Commissione investigativa sugli incidenti aerei fu in grado di determinare, in base ai rilevamenti eseguiti sul luogo dell'incidente, che i motori erano impostati al minimo mentre i flap, gli spoiler e il carrello d'atterraggio erano tutti in posizione retratta; l'assetto del timone era completamente a destra, con il rivestimento dell'alettone sinistro esteso al massimo. Le condizioni meteo lungo la rotta del volo erano favorevoli e vennero perciò escluse come possibile causa.
Gli investigatori esaminarono l'ipotesi che l'aereo si fosse scontrato in volo con un veicolo militare senza pilota o con un pallone meteorologico, ma non emersero prove a sostegno della tesi. La commissione non trovò indizi di un guasto in volo o di un cedimento strutturale. Il motore destro e altre sezioni dell'aeromobile mostravano dei danni causati dal fuoco, così gli investigatori ritennero che un incendio in volo potesse aver causato l'incidente. Un esame delle vittime rilevò che non era stato inalato fumo e un'ulteriore analisi del luogo dell'incidente determinò che tutti i danni da fuoco si erano verificati durante l'incendio successivo all'incidente, quindi questa possibilità venne esclusa.
Gli investigatori furono in grado di concludere che la completa deflessione del timone e dell'assetto dell'alettone sinistro ebbero effetti significativi sul controllo dell'aereo a velocità di crociera, ma la catena degli eventi che portò all'incidente non venne mai determinata con certezza.